# Bez střechy a bez zákona
Bez střechy a bez zákona (ve francouzském originále Sans toit ni loi) je francouzské filmové drama z roku 1985. Natočila jej režisérka Agnès Varda podle vlastního scénáře. Hlavní roli tulačky Mony v něm ztvárnila Sandrine Bonnaire, v menších rolích se pak představili například Macha Méril, Yolande Moreau a Stéphane Freiss. Bonnaire za svou roli získala Césara pro nejlepší herečku. Film byl nominován i v kategoriích Nejlepší film, Nejlepší herečka ve vedlejší roli (Macha Méril) a Nejlepší režie. Na střihu filmu se podílela Patricia Mazuyová, později sama režisérka.

## Obsah
Film začíná pohledem na zmrzlé tělo mrtvé ženy. Následně vypráví příběh, který se odehrál v době před její smrtí. Mona cestuje autostopem na jihu Francie, setkává se s podobnými lidmi žijícími mimo společnost, například s Tunisanem pracujícím na vinici, rodinou chovající kozy, ale také s profesorkou zkoumající nemoci platanů. Během filmu se Monin stav postupně zhoršuje, až nakonec promrzlá upadne v místě, kde bylo na začátku filmu viděno její mrtvé tělo.